# سمینول (فلوریدا)
سمینول (به انگلیسی: Seminole) شهری در شهرستان پاینلاس ایالت فلوریدا است که در سال ۱۹۷۰ بنیان‌گذاری شده‌است. این شهر طبق سرشماری سال ۲۰۱۰ میلادی، ۹٬۸۶۲ نفر جمعیت داشته و مساحت آن نیز ۷٫۰ کیلومتر مربع است.